# Eobrachychthonius oudemansi
Eobrachychthonius oudemansi är en kvalsterart som beskrevs av Thomas van der Hammen 1952. Eobrachychthonius oudemansi ingår i släktet Eobrachychthonius och familjen Brachychthoniidae. Inga underarter finns listade i Catalogue of Life.